# Batalha de Ivankiv
A Batalha de Ivankiv foi um confronto militar em curso entre a Federação Russa e a Ucrânia que começou em 25 de fevereiro de 2022 durante a invasão da Ucrânia pela Rússia em 2022. No início da manhã, uma coluna das Forças Terrestres Russas vinda do noroeste se aproximou da cidade de Ivankiv, no Oblast de Kiev, após o acontecimento da Batalha de Chernobyl.
Na manhã de 25 de fevereiro, as forças ucranianas destruíram a ponte em Ivankiv que atravessava o rio Teteriv, interrompendo o avanço de uma divisão de tanques russos em direção a Kiev. Tropas de assalto aerotransportadas ucranianas enfrentaram soldados russos em Ivankiv e na cidade vizinha de Dymer.
Algumas forças russas conseguiram romper Ivankiv e capturaram o estrategicamente significativo Aeroporto Antonov, após outro conflito. O aeroporto está localizado a apenas 20 quilômetros a noroeste de Kiev.
Os combates em Ivankiv continuaram na tarde e noite de 25 de fevereiro, com as forças russas bombardeando a cidade com artilharia, causando algumas baixas civis. Ivankiv também é a localização de um importante gasoduto, que, se destruído, poderia interromper a transferência de gás ucraniano para grande parte da Europa.
Em 26 de fevereiro, conflitos continuaram a ocorrer na localidade. Na manhã do próximo dia, um grande comboio de veículos russos foi visto por imagens de satélites em direção a Ivankiv.
Na manhã de 27 de fevereiro, um comboio de veículos russos com 4,8 km de comprimento foi visto em Ivankiv. A conquista de Ivankiv foi confirmado por forças russas em 2 de março.
Em 31 de março, as forças ucranianas retomaram o controle de Ivankiv após a retirada dos militares russos da cidade.